# Forêts sèches de l'intérieur du Yukon
Localisation
Les forêts sèches de l'intérieur du Yukon sont une écorégion terrestre nord-américaine du type forêts boréales, taïga du World Wildlife Fund

## Répartition
Les forêts sèches de l'intérieur du Yukon se trouvent entièrement au Yukon sauf une partie dans le nord de la Colombie-Britannique.  

## Climat
La température annuelle moyenne est de −3 °C.  La température estivale moyenne est de 11 °C alors que la température hivernale moyenne varie entre −19 °C et −16,5 °C.  Le taux de précipitations annuel se situe entre 225 mm et 400 mm. 

## Géomorphologie
Cette écorégion est située sur le plateau du Yukon.  L'altitude est généralement au-delà de 1 000 m.  Le pergélisol se rencontre de manière discontinue et sporadique.   

## Caractéristiques biologiques
Les forêts sèches de l'intérieur du Yukon sont dominées par l'épinette noire et l'épinette blanche.  Les zones plus sèches ou brûlées sont généralement colonisées par le pin tordu.  Le sapin subalpin occupe les zones plus élevées en altitude où on retrouve aussi le Dryas hookeriana, des arbustes rabougris, des herbacées et du lichen.  Le bas des versants sud est souvent occupé par des herbacées.  Cette écorégion abrite les prairies les plus septentrionales du continent.  

## Conservation
On estime qu'environ 75 % de cette écorégion est toujours intacte.  Les activités forestières et minières avec l'urbanisation sont les principales causes de perturbations.  La population du Yukon est principalement localisée dans cette écorégion. 